# Comuna Velîka Kozara, Dzerjînsk
Velîka Kozara (în ucraineană Великокозарська сільська рада) este o comună în raionul Dzerjînsk, regiunea Jîtomîr, Ucraina, formată din satele Omîlne și Velîka Kozara (reședința).

## Demografie
Componența lingvistică a satului Velîka Kozara
     Ucraineană (99,3%)
     Alte limbi (0,7%)
Conform recensământului din 2001, majoritatea populației satului Velîka Kozara era vorbitoare de ucraineană (99,3%), existând în minoritate și vorbitori de alte limbi.